# Столович, Леонид Наумович
Леонид Наумович Столович (22 июля 1929, Ленинград — 4 ноября 2013) — советский и эстонский философ, специалист в области аксиологии, эстетики и истории философии. Разработал социокультурную концепцию ценности, особенно ценности эстетической. Столович — один из участников возрождения эстетики в Советском Союзе. Его кандидатская диссертация «Некоторые вопросы эстетической природы искусства» (1955), статья «Об эстетических свойствах действительности» («Вопросы философии», 1956, № 4), книга «Эстетическое в действительности и в искусстве» (Москва, 1959) стали с середины 1950-х − 1960-х гг. важным предметом дискуссии о сущности эстетического отношения человека в СССР и других странах.

## Биография
Родился в Ленинграде. Был в блокированном городе до конца марта 1942 года, затем стал воспитанником военно-полевого госпиталя на Волховском фронте. С осени 1942 года до осени 1944 года жил с семьёй в Казани. В 1947 году окончил 252 среднюю школу в Ленинграде с золотой медалью. С 1947 по 1952 год учился на философском факультете Ленинградского гос. университета. Найти преподавательскую и академическую работу в ЛГУ не смог из-за антисемитизма. С начала 1953 года переехал в Тарту (Эстония) и работал в Тартуском университете преподавателем эстетики, с 1956 года преподавателем кафедры философии, с 1967 года профессором этой кафедры. В 1994 году стал профессором-эмеритом Тартуского университета.
В 1955 году защитил в Ленинградском университете кандидатскую диссертацию «Некоторые вопросы эстетической природы искусства». В 1965 году там же защитил диссертацию на соискание учёной степени доктора философских наук «Проблема прекрасного и общественный идеал». Помимо педагогической деятельности Столович занимался исследованием проблем теории и истории аксиологии, особенно эстетической ценности, моделированием эстетического отношения.
В 1980-х годах, изучая историю кантовского архива в Тартуском университете (так называемая Тартуская Кантиана, которая в 1895 году была передана в Германию для издания академического собрания сочинений Канта и так и не возвратилась в Тарту), Столович обнаружил её местонахождение в Берлине. Изучение Тартуской Кантианы, публикация и исследование её материалов послужило основанием возвращения её в Тарту в 1995 году.
С 1990-х годов прошлого столетия Столович активно занимался историей русской философии и общефилософскими проблемами, такими, как соотношение мудрости и знания, диалога и диалектики, общечеловеческими ценностями. Им было выдвинуто понятие «систематического плюрализма».

## Труды
- Эстетическое в действительности и в искусстве. — Москва, 1959.
- Предмет эстетики. — Москва: «Искусство», 1961.
- Категория прекрасного и общественный идеал. Историко-проблемные очерки. — М., 1969.
- Природа эстетической ценности. — М., 1972.
- Философия красоты. — М., 1978.
- Fremd ist der Mensch sich gewesen. Das grafische Schaffen von Kurt Magritz in den Jahren 1933—1945. — Dresden, 1978.
- Жизнь — творчество — человек. Функции художественной деятельности. — М., 1985.
- Красота. Добро. Истина. Очерк истории эстетической аксиологии. — М., 1994.
- Евреи шутят. Еврейские анекдоты, остроты и афоризмы о евреях, собранные Леонидом СТОЛОВИЧЕМ. Издание четвёртое, дополненное и изменённое. — Санкт-Петербург, 2003.
- Философия. Эстетика. Смех. — Санкт-Петербург — Тарту, 1999.
- Стихи и жизнь. Опыт поэтической автобиографии. — Таллин, 2003.
- Плюрализм в философии и философия плюрализма. — Таллин, 2005.
- История русской философии. Очерки. — Москва, 2005.
- Размышления. Стихи. Афоризмы. Эссе. — Tallinn-Tartu, 2007.
- Мудрость. Ценность. Память (Статьи. Эссе. Воспоминания. 1999—2009). — Tartu-Tallinn, 2009.